# کلود جوزف
کلود جوزف (انگلیسی: Claude Joseph) یک سیاستمدار اهل هائیتی است که از ۱۴ آوریل ۲۰۲۱ به عنوان نخست‌وزیر موقت هائیتی انتخاب شده‌است. وی بعد از ترور جوونل مویس که در ۷ ژوئیه ۲۰۲۱ رخ داد کفالت مقام نخست‌وزیری و رهبری سیاسی کشور را برعهده گرفت، هرچند به لحاظ قانونی هنوز ترتیباتش انجام نشده‌است. وی تا زمان برگزاری انتخابات ۲۰۲۱ هدایت هائیتی را برعهده دارد. جوزف از ۴ مارس ۲۰۲۰ به عنوان وزیر امور خارجه در این پست خدمت کرد.